# Albion (Maine)
Albion es un pueblo ubicado en el condado de Kennebec en el estado estadounidense de Maine. En el Censo de 2010 tenía una población de 2.041 habitantes y una densidad poblacional de 19,97 personas por km².

## Geografía
Albion se encuentra ubicado en las coordenadas 44°30′29″N 69°26′43″O / 44.50806, -69.44528. Según la Oficina del Censo de los Estados Unidos, Albion tiene una superficie total de 102.2 km², de la cual 100.56 km² corresponden a tierra firme y (1.6%) 1.64 km² es agua.

## Demografía
Según el censo de 2010, había 2.041 personas residiendo en Albion. La densidad de población era de 19,97 hab./km². De los 2.041 habitantes, Albion estaba compuesto por el 97.84% blancos, el 0.44% eran afroamericanos, el 0.29% eran amerindios, el 0.39% eran asiáticos, el 0.15% eran isleños del Pacífico, el 0.2% eran de otras razas y el 0.69% pertenecían a dos o más razas. Del total de la población el 0.29% eran hispanos o latinos de cualquier raza.